# 楊善群
杨善群（1937年—），上海人，史学研究者。杨宽之子。
1958年毕业于华东师范大学中文系，1981年兰州大学历史系研究生毕业。此后任职于上海社会科学院历史研究所，副研究员职称。兼中国先秦史学会理事。《孙子兵法》研究会理事。主要著作有《越王勾践新传》、《孙子评传》、主编《话说中国》、补校清朝孙楷的《秦会要》等。